# Bussières, Loire
Bussières este o comună în departamentul Loire din sud-estul Franței. În 2009 avea o populație de 1.482 de locuitori.

## Evoluția populației
| An        | 1975  | 1982  | 1990  | 1999  | 2006  | 2009  |
| --------- | ----- | ----- | ----- | ----- | ----- | ----- |
| Populație | 1.439 | 1.460 | 1.332 | 1.302 | 1.447 | 1.482 |